# Parc Lairet
Pour les articles homonymes, voir Lairet (homonymie).
Le parc Lairet, est un espace vert de Québec, au Canada, dénommé en 1995.

## Caractéristiques

### Localisation
Le parc est situé dans le quartier du Vieux-Limoilou dans l'arrondissement de la Cité-Limoilou. Il est de forme rectangulaire, à part pour un corridor rectangulaire au sud ouest qui se prolonge jusqu'à la rue de l'Espinay. Il est bordé sur les quatre côtés par des édifices résidentiels, à part une portion de la face sud, qui longe l'avenue de Guyenne. Il a deux accès par le nord à l'avenue Eugène-Lamontagne et deux accès à l'est par les rues de la Martinière et le Jeune. Le corridor au sud est accessible par la rue de l'Espinay et l'avenue de Guyenne. 
Il est accessible par les lignes 802 et 4 du Réseau de transport de la Capitale.

### Généralités
On y retrouve un petit parc aquatique, ou jeux d'eau, ouvert l'été de 9h à 21h si la température dépasse 18 degrés Celsius. Il y a aussi un réservoir de rétention,. Le parc renferme aussi le jardin communautaire Lairet.

## Historique
Lors de son deuxième voyage en 1535-1536, Jacques Cartier découvre un autre cours d'eau à Stadaconé, qu'il réalise ne pas être la rivière Saint-Charles. En 1626, le toponyme de rivière Lairet apparaît pour ledit cours d'eau. Des écrits de 1637 montre un autre nom, la rivière de Lairet, puis, sur un plan de 1821 de Jean-Baptiste Larue, le nom rivière à la Rez. Le débit de la rivière aurait peut-être diminué entre-temps, puisqu'en 1914, dans la Dictionnaire des rivières et lacs de la province de Québec, la rivière était plutôt considérée comme un ruisseau. En 1957 et en 1969, la rivière Lairet est comblée pour faire place à des nouveaux développements résidentiels, en rendant la rivière entièrement canalisée. La rivière tirerait son nom de l'appellation de filets pour attraper les poissons, dénommés rets ou rez, d'où une déformation possible de Les rets. En 2008, des travaux de rénovation dans le secteur ont permis de faire ressortir la rivière sur 300 mètres, maintenant dans le parc Cartier-Brébeuf,.
En 1988, la portion de territoire de la ville de Québec qui comprenait les paroisses Sainte-Odile, Saint-Paul-Apôtre, Saint-Albert-le-Grand et Sainte-Claire-d'Assise sont regroupées pour créer le quartier Lairet. Un espace vert est aménagé au nord du parc Cartier-Brébeuf et est dénommé le 9 septembre 1991 en parc Lairet. La rivière Lairet passait auparavant par le site actuel du parc. Durant les années 2000, le parc subit des rénovations, comme l'ajout du parc aquatique et le bâtiment de traitement des eaux.